# Quechua II
El quechua II, también denominado quechua A y wámpuy, es la más extendida de las dos ramas filogenéticas de las lenguas quechuas. El quechua es oficial a nivel nacional en varios estados: Perú con 1,1 millones, —según el censo de 2017— , Bolivia, con 1,4 millones —según datos de 2009— y Ecuador, con 527 333 hablantes, según el censo de 2023. También se habla, sin ser oficial a nivel nacional, en el norte de Argentina —6.000—, el norte de Chile —8.000— y en Colombia —<2.000—.

## Clasificación
En su propuesta original, Alfredo Torero no solo clasificó el quechua en las ramas Q. I y Q. II, sino que además subclasificó el quechua II en tres subramas: A, B y C: 
- El quechua II A no se describía por características comunes sino por su posición intermedia frente a los quechuas centrales, las ramas B y C, que fueron mejor propuestas sobre la base de sus innovaciones comunes.
  - Cajamarca (qvc)
  - Incahuasi-Cañaris - (quf)
  - Laraos
  - Lincha
- El quechua II B se distribuye desde los departamentos de Nariño y Putumayo (Colombia) hasta la región peruana de San Martín, incluyendo la totalidad de dialectos en el Ecuador. Sus dialectos suelen sonorizar la consonante posterior a "n" (por ejemplo, [ˈiŋ.ga] en vez de [ˈiŋ.ka]) y pronunciar "q" como [k], perdiendo las vocales todos los cambios que tienen en los demás dialectos cuando son aledaños a esta letra.
  - Chachapoyas
  - Lamas
  - Ecuador-Colombia
  - Quechua costeño
- El quechua II C viene a ser lo que se conoce como quechua sureño, y se distribuye por la Sierra sur peruana, la puna de la región chilena de Antofagasta, los Andes bolivianos y el Norte argentino. Las variantes del Cusco, Puno, Arequipa y Bolivia, así como la de Jujuy, Argentina, que han tomado prestadas las consonantes plosivas aspiradas y glotalizadas del idioma aimara, pertenecen al subgrupo Cusco-Collao.
  - Ayacucho
  - Cuzco-Bolivia
  - Santiagueño

La propuesta inicial incluía al quechua de Pacaraos en el grupo Q. II A, no obstante, fue discutida su ubicación junto con la rama Q. I.